# Santo Antônio da Patrulha
Santo Antônio da Patrulha es un municipio brasileño situado en el estado de Rio Grande do Sul. Tiene una población estimada, en 2021, de 43 397 habitantes.
Está situado a una latitud de 29º49'03" Sur y una longitud de 50º31'11" Oeste, a una altitud de 131 metros sobre el nivel del mar.